# 三塊厝 (彰化縣員林市)
三塊厝，是臺灣彰化縣員林市的一個傳統地域名稱，位於該市東部。相較於今日行政區，其範圍大致包括浮圳里、鎮興里、大峰里。歷史上的東山還包括八卦台地頂部較平坦地區的西側，即今芬園鄉大竹村西部近邊界地帶的中段及北段。日治前期的邊界調整，將該地區改劃歸同安寮管轄。

## 歷史
台灣清治末期至日治初期，三塊厝地區為一街庄，稱為「三塊厝庄」，隸屬於燕霧下堡。該庄昔日北與東山庄為鄰，東與同安藔庄為鄰，南邊為施厝坪庄、湖水坑庄、番仔崙庄，西邊為三條圳庄。當時最東邊到達八卦台地頂部較平坦地區的西側。
1901年（日治明治三十四年）11月，全台廢縣廳改設二十廳，該庄隸屬於彰化廳。1903年（明治三十六年）6月，該庄編入「員林區」，隸屬於彰化廳。1909年（明治四十二年）10月，合併二十廳為十二廳，員林區改隸屬於臺中廳。1920年（大正九年），該庄改制為「三塊厝」大字，隸屬於臺中州員林郡員林街。因為邊界調整，八卦台地頂部西側改劃歸同安寮大字，隸屬於臺中州彰化郡芬園庄。
戰後員林街改制為員林鎮，隸屬於臺中縣，大字亦改制為里。1950年10月，中、彰、投分治，員林鎮改隸屬彰化縣。2015年8月，員林鎮因人口數超過新的標準而升格為員林市。

## 聚落
本地區發展較早的聚落有三塊厝、大崙坑，在日治期初期的官方地圖上已有記載。此外，本地區尚有劉厝、庵頭、阿寶坑、竹仔坑、麒麟坑等聚落。

## 交通
縣道137號（山腳路四段～三段）是彰化至二水源泉的道路，主要沿八卦台地西側山麓地帶而行，大致以東北—西南走向轉東北東—西南西走向再轉北北西—南南東蜿蜒經過本地區中部偏西地帶，並與縣道148號在本地區北部邊界地帶共線一小段線。由該道路向東北轉北獨行後再轉北北西可前往大村、花壇、彰化，向南南東轉南南西可前往社頭、田中、二水等地。
縣道139號（大彰路三段～二段）是伸港鄉新港至鹿谷鄉初鄉的道路，本地區所在路段係沿八卦台地稜線而築，大致以北北西—南南東走向蜿蜒經過本地區東部邊界外不遠處，並於縣道148號交會於下樟空聚落。由該道路向北北西可前往芬園與大村交界地帶、芬園與花壇交界地帶、花壇與彰化交界地帶、彰化、和美、線西等地，向南南東可前往南投、中寮、集集、鹿谷等地。
縣道148號（員東路一段、山腳路四段）是王功至草屯的道路，大致以西南西—東北東走向轉西南—東北走向蜿蜒經過本地區西北部凸出部分的頸部地帶，並與縣道137號在本地區北部邊界地帶共線一小段路。由該道路向西南西可前往員林市區、埔心、溪湖、芳苑等地，向東北可前往芬園南部、草屯等地。
鄉道彰78-2線（員水路110巷、浮圳南巷、山腳路三段81巷）是萬年至三塊厝的道路，其東側端點位於本地區中部偏西南的縣道137號路口。由此向西南西轉西微南出境後，可前往三條圳東南端並止於鄉道彰78線路口。

## 學校
- 中州科技大學
- 員東國小